# Dilar turcicus
Dilar turcicus là một loài côn trùng trong họ Dilaridae thuộc bộ Neuroptera. Loài này được Hagen miêu tả năm 1858.